# Краљевско позориште Хајмаркет
51° 30′ 31″ С; 0° 07′ 54″ З / 51.508611° С; 0.131667° З
Краљевско позориште Хајмаркет, познато и као Хајмаркет позориште и Мало позориште припада позоришту Вест Енд и налази се у Вестмингеру и треће је најстарије позориште у лондонском округу које се и даље користи. Самјуел Фут добио је закуп 1747. године за зграду данашњег позоришта, а 1766. дозволу краља да у летњим месецима може да организује драмске представе у овом објекту. Првобитна зграда била је мало северније у истој улици. На тренутној локацији налази се од 1821. године, када је зграду редизајнирао Џон Неш. Објекат је заштићен законом, а у њему има 888 места за седење подељених на 4 нивоа. Позориште је у власништву компаније Crown Estate.
Хајмаркет је место значајне иновације позоришта. Године 1873. било је то место за прву заказану матуралну представу, успостављајући обичај који је убрзо следио у позориштима широм Енглске. Менаџери позоришта били су Бенџамин Нотингем Вебстер, Џон Болдвин, Скајп Банкрофт, Кирил Мод, Херберт Три и Џон Слипер Кларк, зет Џона Вилкеса Бута, који је напустио Сједињене Америчке Државе након убиства Абрахама Линколна. Познати глумци који су дебитовали у позоришту били су Роберт Вилијам Елистон (1774—1831) и Џон Листон (1776—1846).

## Историјат

### Градња објекта и ране године
Прво Хајмаркет позориште саградио је 1720. године Џон Потер, столар, на месту хотела Кинг у Хајмаркету и на месту продавнице у Суфлок улици. Било је то треће јавно позориште отворено у Вест Енду. Позориште је коштало 1000 фунти, а додатних 500 фунти потрошено је за украсе. Potter's speculation was known as The New French Theatre. Отворено је 29. децембра 1720. године, француском представом La Fille a la Morte, ou le Badeaut de Paris, коју је извела компанија касније позната као „Француски комичари Његове Милости, војводе од Монтагјуа”. Потерова спекулација била је позната као „Ново француско позориште”.
Први велики успех позоришта била је представа из драме Самјуела Џонсона из под називом Supernatural из 1729. године, која је трајала 30 ноћи, не тако дуго као Џон Грејова The Beggar's Opera која је изведена 62 пута. Године 1730. позориште је преузела енглеска компанија, а њено име прешло је у „Мало позориште у Хајмаркету“. Међу глумцима који су се тамо појавили пре 1737. године када је позориште затворено према Закону о лиценцирању из 1737. године били су Арон Хил, Теопилус Сибер и Хенри Филдинг. Осам до десет година пре доношења закона, Хајмаркет је био алтернатива Краљевском позоришту Џона Рича, Ковент Гардену и позоришту Друри Лејн у којем доминира опера. Сам Фелдинг био је одговоран за потицање Закона, режијом представе под називом Историјски регистар којом је пародиран премијер Роберт Валпол.
Хенри Филдинг упризорио је своје представе на Хајмаркету, а исто тако и Хенри Кери, а једна од његових представа била је Змај од Вилеија, изведена 1734. године, са музиком коју је радио Џон Фридрик. Овај рад је пробио непристојне оперне конвенције. Комад је постигао огроман успех, са рекордном поставом од 69 представа у првој сезони. Рад је дебитовао у позоришту Хајмаркет. Сама бурлеска је врло кратка, јер се увелико ослањала на апсурдну позоришност, плесове и друге нетекстуалне забаве. Музички лист из 1739. садржи гравуре које приказују како се изводила инсценација.
Кери је и након тога наставио рад у Краљевском позоришту Хајмакркет. Поред тога, гледаоци из Друри Лејна и Конвнт Гардена појавили су се у Хајмаркету, где је Коли Сибер глумуио свог оца, једног од власника и менаџера Друри Лејна. Закон о позоришном лиценцирању, међутим, укинуо је сатире против министарства и у потпуности угасио позориште. Од 1741. до 1747. године, Чарлс Маклин, Сибер, Самјуел Фут и други понекад су играли представе које су добијале привремене лиценце.

### Треће лондонско позориште
Године 1754. Џон Вајтхед, наследио је Џона Потера који је био на челу позоришта од отварања. Године 1758. Теопилус Сибер добио је од Вилијама Ховарда општу дозволу по којој је Фут покушао успоставити Хајмаркет као редовно позориште. Уз помоћ војводе Јорка, он је набавио краљевску дозволу за излагање представа током четири месеца сваке године, од маја до септембра. Такође је узео у закуп позоришта од Потерових извршилаца и додавши локацију куповином имовине, увећао је и побољшао зграду коју је отворио 14. маја 1767. године, именовано као Краљевско позориште, треће у Лондону.
 Уследило је неколико успешних сезона, Фут је створио бројне представе у позоришту, али се он нашао у потешкоћама због свог обичаја карикирања познатих особа на позорници и то је, у комбинацији са све већим лошим здрављем, резултирало продајом оба позоришта 16. октобра 1777. године, а нови власник био је Џорџ Колман старији.
Током сезоне 1793–94. године, када је обновљено Позориште Друри Лејн, Хајмаркет је отворен под патентом тог позоришта. Сезона је била приметна по „Страшној несрећи“ која се догодила 3. фебруара 1794. „када је двадесет људи нажалост изгубило живот, а велики број је био тешко повређен услед великог притиска да види његово величанство, које је тој вечери присуствовало перформансу. Међу мртвима били су Џон Чарлс Брук и Сомерсет Хералд. Колман је умро 1794. године, а позориште је водио његов син. Џорџ Колман млађи, иако успешан и као драмски писац и као менаџер, потрошио је своје зараде својом екстраваганцијом. Једно време је живео у соби у задњем делу позоришта и коначно је био приморан да прода акције свом брату Дејвиду Морису. Позориште је било у доста лошем стању, а Колман је једно време управљао њим из затвора, где је био затворен због дугова.
Све зграде на истоку од Хајмаркета, од позоришта према југу, обновљене су око 1820. године, а пројектовао их је Џон Неш. Неш је убедио власнике позоришта да се обнове на месту мало јужније од старог, тако да трем треба да затвори видик са улице Чарлс. Главна идеја Неша за позориште Хајмаркет била је педиментирани трем од шест коринтских стубова који се пружа у дубину до ивице колника и обухвата читаву фронту. Понекад се наводи да је Неш у потпуности обновио позориште, али постоје докази да је са позориштем направио и кућу у улици Мали Суфлок, уклонио две продавнице које су биле испред, у Хајмаркету, изградио трем, повећао број авенија и додао је другу галерију на постојећем аудиторијуму.
Закуп од 10. јуна 1821. године дат је Дејвиду Едварду Мрису. Позориште је отворено 4. јула 1821. Бенџамин Нотингем Вебстер био је управник позоришта од 1837. до 1853. године. Он и његов наследник Џон Болдвин Бакстоун основали су позориште као велику комичну кућу, а позориште је угостило већину сјајних глумаца тог периода. Илузиониста Чинг Лау Лауро наступио је овде 25. јула 1827. године.

### Друга половина 19. века
Године 1862. године у позоришту је изведено 400 часова представе „Амерички Рођак”, са Едвардом Соронардом као лордом Дундреаријем. Успех представе унео је реч „туробан” у заједничку употребу. Робертсонов Дејвид Герик био је хит 1864. године, такође са Соронарном у главној улози. В. С. Гилберт премијерно је представио седам својих представа на Хајмаркету. Прва је био његов рани бурлеска, Робинсон Крусо. Гилберт је то пратио низом својих „бајковитих комедија”, од којих је прва била Палата истине (1870), у продукцији Бакстоуна. У овим представама глумили су Вилијан Хантер Кендал и његова супруга Маџ Робетсон Кендал. У Краљевском позоришту Хајмаркет, Гилберт је продуцирао своје драме, Добротворност (1874) и своју најпознатију представу, Ангажовани из 1877. године.
Године 1879. позориште је прпменило власника и наставило са радом од новца Едварда Булвера Литона. Аудиторијум је реконструисан, а позорница затворена у комплетном оквиру за просценијум, први у Лондону. Након тога у позоришту је постављено електрично остветљење. Под управом Трија, Оскар Вајлд је представио своју прву комедију под називом „Жена без икаквог значаја” у априлу 1893. године. У јануару 1895. године први пут је изведен Вилденов „Идеалан муж”. Следећи запажени догађај био је филм Трилби. У овом периоду изведено је више од 260 представа и зарађена велика свота новца. Године 1896. Кирил Муд и Фредерик Харисон постали су закупци позоришта, отворивши га са филмом Under the Red Robe, адаптацијом романа. Године 1897. „Мали министар” Џејмса Метјуа Барија премијерно је изведена, а након тога још 320 пута.

### 20. век
Године 1904. аудиторијум је у стилу Луја XVI редизајнирао је Станли Пич. Следеће године Мауде је купила позориште Плејхаус, остављајући Харисона у потпуној контроли. Године 1909. Херберт Тренч продуцирао је Плаву птицу Мориса Метерлинка. Продукције од тада до краја Првог светског рата обухватале су Pulls the Strings  (1911), шкотску комедију Грахама Мофата, која је имала 617 представа са Џимијем Финлаисоном у главној улози; Ибсенови духови (1914); Елегантни Едвард, са Хенри Данијелом као Ходсоном (1915); и Генерал Пост, комедија Харолда Терија, која је премијерно изведена 14. марта 1917. године и играна 532. пута.
Године 1920. Мери Роуз Бери изведена је 399 пута. Још једна продукција је био „Yellow Sands”, у којој је Ралф Ричарсон глумио, укупно на 61 извођењу у периоду од 1926. до 1927. године. Харисон је 1926. умро, а Хорес Ватсон постао је генерални директор позоришта. Његове презентације обухватале су 632 представе Прве госпође Фрасер, Светог Јована Ервинеа, у главној улози Мари Темпест 1929. године. Године 1939. под Ватсоновом управом, започели су радови на ископу бара за штандове, али нису завршени до 1941. године, због избијања Другог светског рата. Презентације о ратним временима укључивале су лондонску премијеру филма Design for Living (1939) и репертоарску сезону Џона Гилгуда, Кругови, Љубав за љубав, Хамлет и друге.
У представи „Месечеве воде”, која се у Хајмаркету изводила од 1951. до 1952. године, глумили су Сибил Торндик, Едит Еванс и Венди Хилер. Године 1956. Стјуарт Вотсон преузео је позориште од свој оца Хорасија, а њега је наследио његов син Ентини, а затим његова снаја Силва Стјуартон Вотсон, 1963. године. Продукције под новом управом укључивале су представе као што је Flowering Cherry  са Ралфом Риканрдосном и Маргарет Рутрфорд. Током шездесетих година 20. века представљене су представе Tulip Bee и Ides of March, обе из 1963. године. Године 1971. Луис Мајклс постао је закупац позоришта, а поред представа у позоришту су се пуштали и стари филмови.
Позориште је затим представило комад Мајк и Брејк, заједно са Леонардом Роситером и Прунелом Солс (1980). Следеће године Луис Мајклс је умро, а позориште је прешло у компанију, Louis I Michaels Ltd, са председником Енидом Шанелом и председником Арнолдом Круком, који је деценијама наставио да поседује позориште. Представили су велики број разноликих позоришних комада. Током 1984. године у Краљевском позоришту Хајмаркет одигран је велики број позоришних представа, како нових тако и старих, а пуштали су се и филмови. Године 1994. позориште се затворило због реновирања, а у њега је уложено 1,3 милиона фунти. Поново се отворило касније те године оживљавањем Вечери са Питером Устиновим,На позоришту је постављена спомен-плоча Вајлду. Године 1994. Шекспирови зликовци које је извео Стивен Беркоф, номинована је за награду Оливијер.
Године 1998. позориште је основало Мастерклас, добротворну организацију која младим људима који се баве каријером у сценским уметностима нуде креативне могућности и перформансна искуства. Његове активности укључују, поред мастер класа, и учења у режији и позоришном дизајну, продукције радионица и сајмове позоришне каријере. Мајсторске класе покривају низ дисциплина, од глуме и режије до писања, продукције и дизајнирања, а младим људима даје прилику да директно уче од водећих практичара који раде у позоришту, филму и телевизији. Од 2012. године, више од 60.000 младих у доби од 17 до 30 година учествовало је у мастер-класама.

### 21. век
Продукције на Хајмаркету у овом веку укључују краљевску породицу Една Фербера, у главној улози Џуди Денч (2001). Продукције 2003. укључују Ибсенов Бренд у режији Адријана Ноблеа и Жену без значаја, са Рупертом Гревсом, Самантом Бондом и Прунелом Скалсом у режији Ноблеа. Године 2004. године позориште је представило сценску адаптацију филма Кад је Хари срео Сали, након чега се позориште затворило на два дана јер су комади плафона пали током представе, повредивши тако петнаест гледалаца.
Продукције из 2005. године укључују Acorn Antiques The Musical у главним улогама у режији Тревора Нуна и „Неколико добрих људи“, у главним улогама Роб Лове, Сурејн Џоунс и Џек Елис Јонес и Јацк Еллис. У 2006. години приказана су три оживљавања представа: Човек за сва годишња доба, са главним улогом Мартина Шоа; Кукавичка грозница, са Џуди Денч и Питером Бовлесом; Последња продукција те године била је „Шест лекција плеса у шест недеља”, у којима су глумили Клер Блум и Били Зејн. Продукције из 2008. године биле су „Море” у којој су глумили Дејвид Хег, Елин Еткинс и Расал Товеј, „Маргарит” са улогама Рути Хенсал и Александре Хандон. Наредне године Петрик Стјуарт, Симон Калов и Роналд Пикап глумили су у позоришном комаду Чекајући Годоа, а након тога представљен је комад „Доручак код Тифанија” у којој играју Ана Фрил, Џозеф Фрос, Џејмс Дрифуз и Сузане Бртис. Ове две представе представљене су заједно са особљем и историјатом Краљевског позоришта Хајмаркет у документарном филму који је објављен 2009. године.
Године 2011. Тревор Нун постао је уметнички директор позоришта, продуцирајући представу Рлер Пат, као део стогодишњице рођења драматурга Теренса Ратигана, а главне улоге били су Сиена Милер, Џејмс Парефој и Шеридан Смит.  Хаимаркет је био домаћин продукцији Народног позоришта Један човек, два гувнера, која је пренета из Аделпи театра.. Хајмаркет је било једно од 40 позоришта приказаних у документарној серији  Great West End Theatres која је објављена 2012. године, а представио ју је Доналд Синден. Године 2014. сценска адаптација филма Фатална привлачност у режији Нуна, премијерно је представљена у позоришту. Године 2019. Луис Мајклс продаје свој закуп позоришта.